# René Reille
Il barone René Charles Reille-Soult-Dalmatie, più noto come René Reille (Parigi, 4 febbraio 1835 – Parigi, 21 novembre 1898), è stato un politico, militare e nobile francese.
Le sue connessioni famigliari coi principali marescialli francesi dell'epoca napoleonica lo resero uno dei principali esponenti del bonapartismo nella seconda metà dell'Ottocento in Francia.

## Biografia

### I primi anni

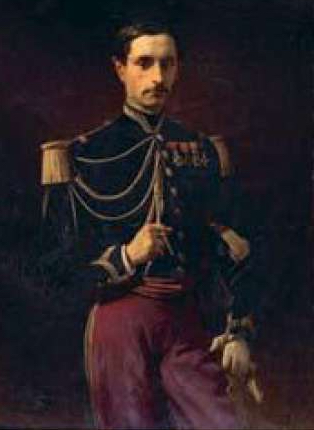
Ritratto di René Reille nelle vesti di capitano dello stato maggiore in un ritratto di Charles Édouard Armand-Dumaresq del 1867

René Charles Reille-Soult-Dalmatie nacque il 4 febbraio 1835 a Parigi, figlio terzogenito del maresciallo Honoré Charles Reille. Sua madre era Victoire Masséna, figlia del maresciallo André Masséna. Destinato alla carriera militare sulle orme dei suoi nonni, si arruolò all'École spéciale militaire de Saint-Cyr dalla quale uscì col grado di sottotenente il 1º gennaio 1856. Venne promosso tenente nel 1856 e capitano nel 1858. Prestò servizio col grado di capitano nella seconda guerra d'indipendenza italiana nel 1859 e fu aiutante di campo del maresciallo Jacques Louis Randon e poi del maresciallo Adolphe Niel, che successivamente seguì al ministero della guerra.
Il conte Reille sposò Geneviève Soult nel dicembre del 1860. Questa era figlia dell'ultimo duca di Dalmazia, Napoléon Hector Soult, morto il 31 dicembre 1857 e nipote del maresciallo Jean-de-Dieu Soult.
Questi profondi legami della sua famiglia e di quella della moglie col mondo militare napoleonico lo resero un personaggio di alto profilo anche nel secondo impero francese.
Fu uno dei soci fondatori del Comité des forges, l'associazione dei produttori di ferro e acciaio francesi. Fu inoltre membro del Comité des houillères, l'associazione dei proprietari di miniere, nonché presidente del tavolo dei direttori delle miniere della compagnia Carmaux. Dai suoi avversari era soprannominato il "re della montagna nera".
Dopo la morte del maresciallo Niel il 13 agosto 1869, Reille si dimise dall'esercito il 3 dicembre di quello stesso anno. Nel corso della guerra franco-prussiana venne brevemente richiamato in servizio nel 1870 per comandare le forze mobili di Tarn-et-Garonne.

### La carriera politica
Mentre ancora si trovava nell'esercito come assistente personale del maresciallo Niel, Reille divenne membro del consiglio generale del cantone di Saint-Amans-Soult nel 1867, e venne eletto deputato per il secondo distretto del Tarn come candidato del governo il 24 maggio 1869.
Nel secondo impero francese Reille fu deputato per Tarn sino al 4 settembre 1870, sedendo nei seggi di centro-destra.
Durante il periodo della terza repubblica francese, Reille divenne commendatore della Legion d'onore il 7 febbraio 1871 e venne rieletto nel consiglio generale di Tarn, del quale divenne anche vicepresidente.
Reille venne eletto deputato per Tarn il 20 febbraio 1876 nelle file di Appel au peuple e rieletto nuovamente il 14 ottobre 1877 col medesimo gruppo, pur venendo indagato dal governo per essere stato vicino a Oscar Bardi de Fourtou. Pur essendo stato scagionato da ogni accusa, le sue elezioni vennero invalidate il 1º dicembre 1878.
Reille fu rieletto il 2 febbraio 1879 e riprese il suo incarico tra gli imperialisti. Venne rieletto il 21 agosto 1881 e continuò a votare coi conservatori, in particolare su questioni riguardanti l'esercito.
Il 4 ottobre 1885 fu rieletto per Tarn nelle file dell'Union des Droites e votò contro la legge Lisbonne per la limitazione della libertà di stampa, come pure contro la persecuzione del generale Georges Ernest Boulanger.
Alle elezioni del 22 settembre 1889 Reille venne eletto per Castres, presentandosi come "risoluto conservatore e sincero cattolico". Durante questo suo mandato furono numerosi ed incisivi gli scioperi dei minatori della Carmaux ed egli scampò miracolosamente ad un attentato tesogli dal gruppo anarchico francese presso l'Opéra di Parigi, occasione nella quale però morirono altre persone innocenti.
Fu poi rieletto il 18 marzo 1894 e l'8 maggio 1898, mantenendo il suo incarico sino alla morte avvenuta il 21 novembre di quello stesso anno. Nel frattempo dal 1890 era diventato presidente del Comité des forges.

## Matrimonio e figli

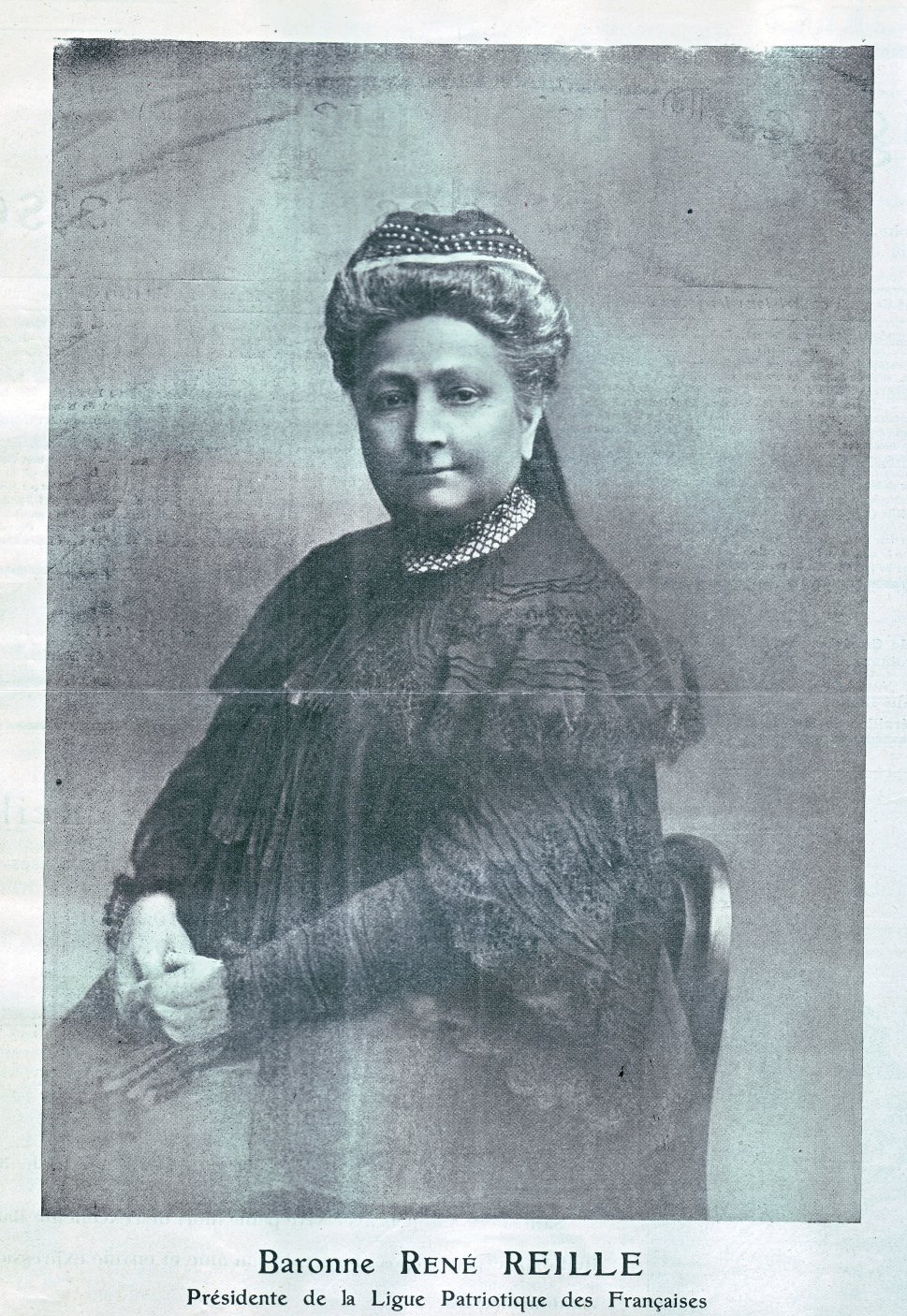
Ritratto di Geneviève Soult de Dalmatie, ormai vedova, nelle vesti di presidentessa della Ligue patriotique des Françaises.

René Reille sposò nel 1860 Geneviève Soult de Dalmatie (1844-1910), figlia del duca Napoléon-Hector Soult de Dalmatie e presidentessa della Ligue patriotique des Françaises dal 1906 al 1910. La coppia ebbe i seguenti figli:
- André (1861-1898), politico, deputato, sposò il 7 maggio 1887 Caroline Delphine Vaïsse (1866-1936)
- Aimée (1864)
- Aimée (1865)
- Marie Charlotte (1867-1869)
- Marie-Louise (1870-1891), sposò nel 1888 Jérôme Ludovic de Solages (1862-1927), patrono della Compagnie de Carmaux, deputato per Tarn ed avversaio politico di Jean Jaurès
- Xavier (1871-1944), deputato, sposò nel 1896 Clotilde de Cholet (1873-1941) ;
- Amédée (1873-1944), deputato, sposò nel 1899 Madeleine Eugénie Law de Lauriston (1881-1959) ;
- Augustin (1879-1880).

## Ascendenza
|                                                        |                       |                    | Genitori             |  |  | Nonni |  |  | Bisnonni |  |  | Trisnonni |  |
|                                                        |                       |                    |                      |  |  |       |  |  | ?        |  |  | ?         |  |
|                                                        |                       |                    |                      |  |  |       |  |  | ?        |  |  | ?         |  |
|                                                        |                       | ?                  |                      |  |  |       |  |  | ?        |  |  |           |  |
| Joseph-Esprit Reille                                   |                       |                    |                      |  |  |       |  |  | ?        |  |  |           |  |
|                                                        |                       | ?                  | ?                    |  |  |       |  |  |          |  |  |           |  |
|                                                        |                       | ?                  | ?                    |  |  |       |  |  |          |  |  |           |  |
|                                                        |                       | ?                  | ?                    |  |  |       |  |  |          |  |  |           |  |
| Honoré Charles Reille, I conte Reille                  |                       | ?                  |                      |  |  |       |  |  |          |  |  |           |  |
|                                                        |                       | ?                  | ?                    |  |  |       |  |  |          |  |  |           |  |
|                                                        |                       | ?                  | ?                    |  |  |       |  |  |          |  |  |           |  |
|                                                        |                       | ?                  | ?                    |  |  |       |  |  |          |  |  |           |  |
| Marie-Marguerite Vacquier                              |                       | ?                  |                      |  |  |       |  |  |          |  |  |           |  |
|                                                        |                       | ?                  | ?                    |  |  |       |  |  |          |  |  |           |  |
|                                                        |                       | ?                  | ?                    |  |  |       |  |  |          |  |  |           |  |
|                                                        |                       | ?                  | ?                    |  |  |       |  |  |          |  |  |           |  |
| René Reille                                            |                       | ?                  |                      |  |  |       |  |  |          |  |  |           |  |
|                                                        | Giulio Cesare Massena | Domenico Massena   |                      |  |  |       |  |  |          |  |  |           |  |
|                                                        | Giulio Cesare Massena | Domenico Massena   |                      |  |  |       |  |  |          |  |  |           |  |
|                                                        | Giulio Cesare Massena | Lucrèce Blanc      |                      |  |  |       |  |  |          |  |  |           |  |
| Andrea Massena, I duca di Rivoli e principe di Essling | Giulio Cesare Massena |                    |                      |  |  |       |  |  |          |  |  |           |  |
|                                                        |                       | Caterina Fabre     | Joseph Fabre         |  |  |       |  |  |          |  |  |           |  |
|                                                        |                       | Caterina Fabre     | Joseph Fabre         |  |  |       |  |  |          |  |  |           |  |
|                                                        |                       | Caterina Fabre     | Marie Anne Fournier  |  |  |       |  |  |          |  |  |           |  |
| Victoire Masséna                                       |                       | Caterina Fabre     |                      |  |  |       |  |  |          |  |  |           |  |
|                                                        |                       | Joseph Lamare      | Claude Joseph Lamare |  |  |       |  |  |          |  |  |           |  |
|                                                        |                       | Joseph Lamare      | Claude Joseph Lamare |  |  |       |  |  |          |  |  |           |  |
|                                                        |                       | Joseph Lamare      | Anne Brulard         |  |  |       |  |  |          |  |  |           |  |
| Anne Marie Rosalie Lamare                              |                       | Joseph Lamare      |                      |  |  |       |  |  |          |  |  |           |  |
|                                                        |                       | Marie-Anne Aubanel | Jacques Aubanel      |  |  |       |  |  |          |  |  |           |  |
|                                                        |                       | Marie-Anne Aubanel | Jacques Aubanel      |  |  |       |  |  |          |  |  |           |  |
|                                                        |                       | Marie-Anne Aubanel | Victoire Gasquet     |  |  |       |  |  |          |  |  |           |  |
|                                                        |                       | Marie-Anne Aubanel |                      |  |  |       |  |  |          |  |  |           |  |

## Araldica
| Stemma | Descrizione        | Blasonatura |
|        | René Reille Barone | Di verde al centauro passante d'argento, con l'arco teso del medesimo e scoccante una freccia d'oro. Corona da barone. |